# 김창석
김창석(金昌錫, 1956년 3월 2일 ~ )은 지난날 전라북도 전주지법 예하 판사 등을 거쳐 서울행정법원 예하 부장판사를 지낸 대한민국의 전직 대법관이다. 본관은 나주이며, 충청남도 보령 출생이다.

## 생애
사법시험에 합격하고 전주지방법원 등에서 판사로 재직하다가 법원도서관장을 역임하였다.
이명박 대통령으로부터 대법관 후보자 지명을 받고 국회에서 열린 인사청문특별위원회에서 2009년 8월 서울고법 형사4부 부장판사 시절 삼성 이건희 회장의 삼성에버랜드 전환사채 및 삼성SDS 신주인수권부사채 헐값 발행 관련 배임사건 파기환송심에서 이 회장에게 집행유예를 선고, 실형을 면케 해줬다. 삼성SDS 배임사건이 유죄 취지로 파기환송돼 손해액 227억원에 달하는 배임죄가 이건희 삼성그룹 회장에게 추가됐음에도 파기환송 전과 동일한 법정형을 선고하면서 집행유예를 유지한 것 뿐만 아니라 공판 과정에서 삼성 측이 가짜 양형참고자료를 제출했음에도  이를 확인하지 않은 것에 대한 의혹이 제기되었다. 또, 2006년 4월 삼성에버랜드 법인주주(2대주주)였던 삼성 계열 제일모직 소액주주들이 당시 전환사채 인수권을 포기한 제일모직 이사들을 상대로 민사 손해배상 소송을 제기했을 때, 이 사건을 맡은 대구지법 김천지원 재판부는 김창석이 있던 서울고법 재판부에 형사기록 문서송부촉탁신청을 했으나  재판기록의 열람·복사의 범위를 거의 제한하지 않는 관행을 깨고 기록 가운데 48쪽만 보낸 것에 대한 의혹이 제기되었다. 이건희에 대해 집행유예를 선고하고 나서 이건희를 특별사면했던 이명박 대통령에 의해 대법관에 지명되었다. 조세포탈, 배임, 횡령 등 1600억대 비리로 기소되어 서울중앙지방법원 김용관 판사가 징역4년 벌금 260억원이 선고한 것을 서울고등법원 권기훈 판사는 벌금 260억원은 유지하면서 엔화 환율의 잘못된 적용을 바로 잡으며  부동산 매입 관련한 배임을 363억원이 아닌 309억원만 인정하여 징역3년으로 감형한 이재현 CJ그룹 회장에 대한 상고심(대법원2014도12619)에서 김창석은 부동산 매입에 따르 배임에 대해 "이득액을 구체적으로 산정할 수 없다"는 이유로 특정경제범죄 가중처벌법이 아닌 "형법 배임죄를 적용해야 한다"며 이 부분 무죄 취지로 파기하여 사건을 서울고등법원으로 환송했다.

## 학력
- 휘문고등학교
- 고려대학교 법학 학사

## 경력
- 1981. 23회 사법시험 합격
- 2012.08 ~ 2018.08 대법원 대법관
- 2018.09 ~ 2021.08 고려대학교 법학전문대학원 석좌교수
- 2021.09 ~ 법무법인(유한) 로고스 대표변호사